# Camilla Nylund
Camilla Nylund (Vaasa, 11 giugno 1968) è un soprano finlandese.
È particolarmente nota per aver interpretato i principali personaggi femminili nelle opere di Richard Strauss (ad esempio Marschallin, Arabella, Arianna, la contessa Madeleine e l'Imperatrice in La donna senz'ombra). Ha partecipato a molti festival lirici internazionali e alle inaugurazioni della Dresdner Frauenkirche e dell'Elbphilharmonie.

## Biografia
Nata a Vaasa nel 1968, ha studiato musicologia a Turku e canto al conservatorio. Ha continuato i suoi studi al Mozarteum di Salisburgo con Eva Illes. Dopo aver terminato gli studi in Austria, ha fatto il suo debutto professionale all'Opera Nazionale Finlandese di Helsinki nel 1996 nel ruolo della Contessa ne Le nozze di Figaro.
Nel 2008 ha partecipato, per la prima volta, al Festival di Salisburgo, ricoprendo il ruolo di protagonista nell'opera Rusalka di Antonín Dvořák. Ha debuttato nel ruolo de La donna nell'Erwartung di Schönberg all'Opera di Francoforte nel gennaio 2022.

## Premi
- 1995: Medaglia Lilli Lehmann dell'istituto Mozarteum
- 2000: Premio Christel-Goltz
- 2008: Kammersängerin di Sassonia
- 2013: Culture Prize della Svezia
- 2013: Pro Finlandia Medal dell'Ordine del Leone di Finlandia<
- 2017: Premio Beniamino Gigli
- 2019: Kammersängerin d'Austria[1]